# Luis Morán (piłkarz)
Luis José Morán Varela (ur. 31 maja 1996 w Oratorio) – gwatemalski piłkarz występujący na pozycji bramkarza, od 2023 roku zawodnik Antigui GFC.